# Piñatex

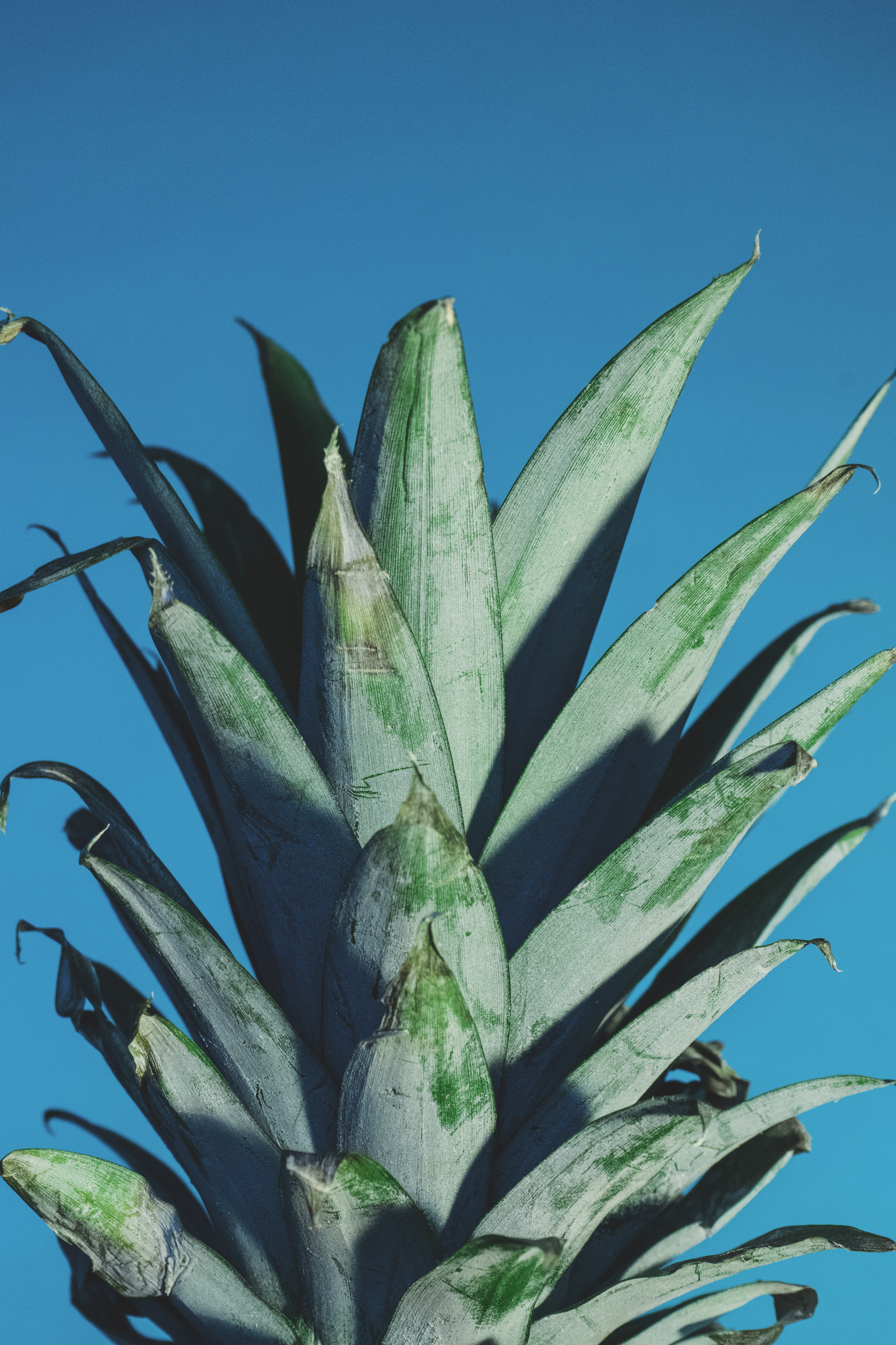
Hojas de piña.

El Piñatex® es un material a base de fibra de hoja de piña o ananá, mezclada con ácido poliláctico y resina a base de petróleo, concebido como sustituto más ecológico al cuero animal. Piñatex fue desarrollado por la Dra. Carmen Hijosa y presentado por primera vez en la exposición de posgrado de doctorado en el Royal College of Art de Londres. Piñatex es fabricado y distribuido por la empresa de Hijosa, Ananas Anam Ltd.
Cuando se moja, se seca como cuero, y se comporta como cuero en todos los aspectos, salvo que es sostenible. El piñatex ha superado con éxito la normativa ISO de resistencia a la abrasión, punzamiento, tracción y rotura de fibras, lo que lo convierte en un material atractivo y resistente para bolsos, carteras, tapicería para mobiliario de interior, zapatos deportivos y hasta trajes de motorista (marca Altiir). Un amplio abanico de marcas fabrican con Piñatex, entre las que cabe destacar Nike.

## Desarrollo
El desarrollo de Piñatex comenzó cuando la Dra. Hijosa trabajaba como consultora en la industria de artículos de cuero en Filipinas los años 1990. Observó que el cuero producido allí era de mala calidad, ambientalmente insostenible y perjudicial para la salud personas involucradas en la industria. Hijosa se inspiró en el barong tagalog, una prenda tradicional filipina semitransparente que se viste sobre la ropa y está hecha de fibra de piña. Pasó siete años desarrollando el producto a través de un doctorado en el Royal College of Art en Londres y colaboraciones conjuntas con la Universidad de Bangor en Gales, Northampton Leather Technology Centre, Leitat Technological Center en España, junto con NonWoven Philippines Inc. en Manila y Bonditex. SA, empresa de acabados textiles en España.

## Producción
De las hojas de la piña se extraen las fibras y se saca la goma de celulosa, para que queden muy blandas. Se unen las fibras largas de las hojas de piña para crear un sustrato no tejido. La industria de la piña a nivel mundial desecha anualmente 40.000 toneladas de hojas de piña, que normalmente se dejan pudrir o se queman, contaminando aún más el medio ambiente. Se necesitan aproximadamente 480 hojas (aprox. 16 plantas de piña) para crear 1 m² de piñatex. El material utiliza las fibras de hojas largas que son separadas por los productores de piña para obtener ingresos adicionales, y la biomasa sobrante del proceso se puede utilizar como fertilizante natural.
El piñatex se produce parcialmente a partir de un producto de desecho que no requiere tierra, agua, pesticidas ni fertilizantes adicionales. También evita el uso de productos químicos tóxicos y metales pesados, comunes en la producción de cuero animal. Además, no tiene el desperdicio de cuero causado por la forma de la piel del animal.

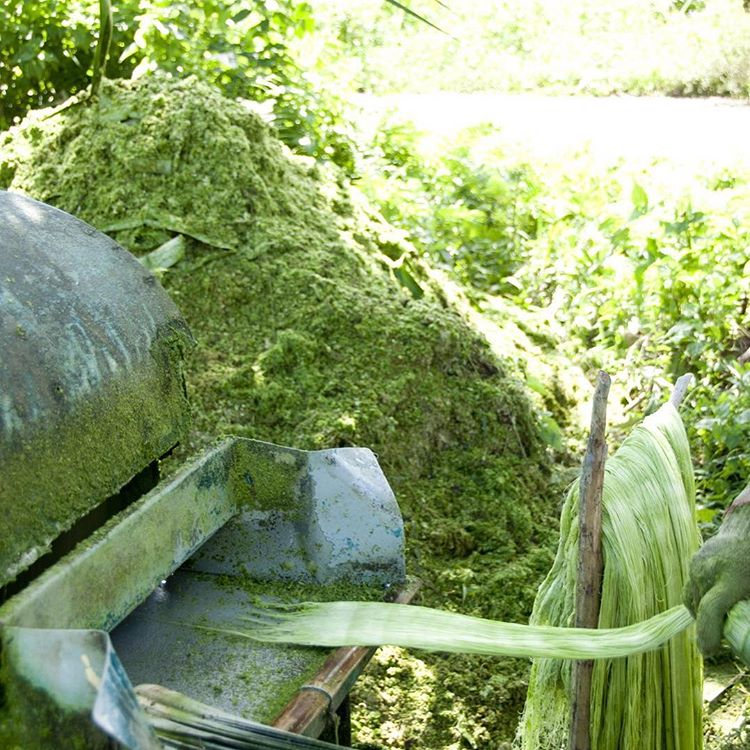
Hacer Piñatex, decorticar hojas de piña
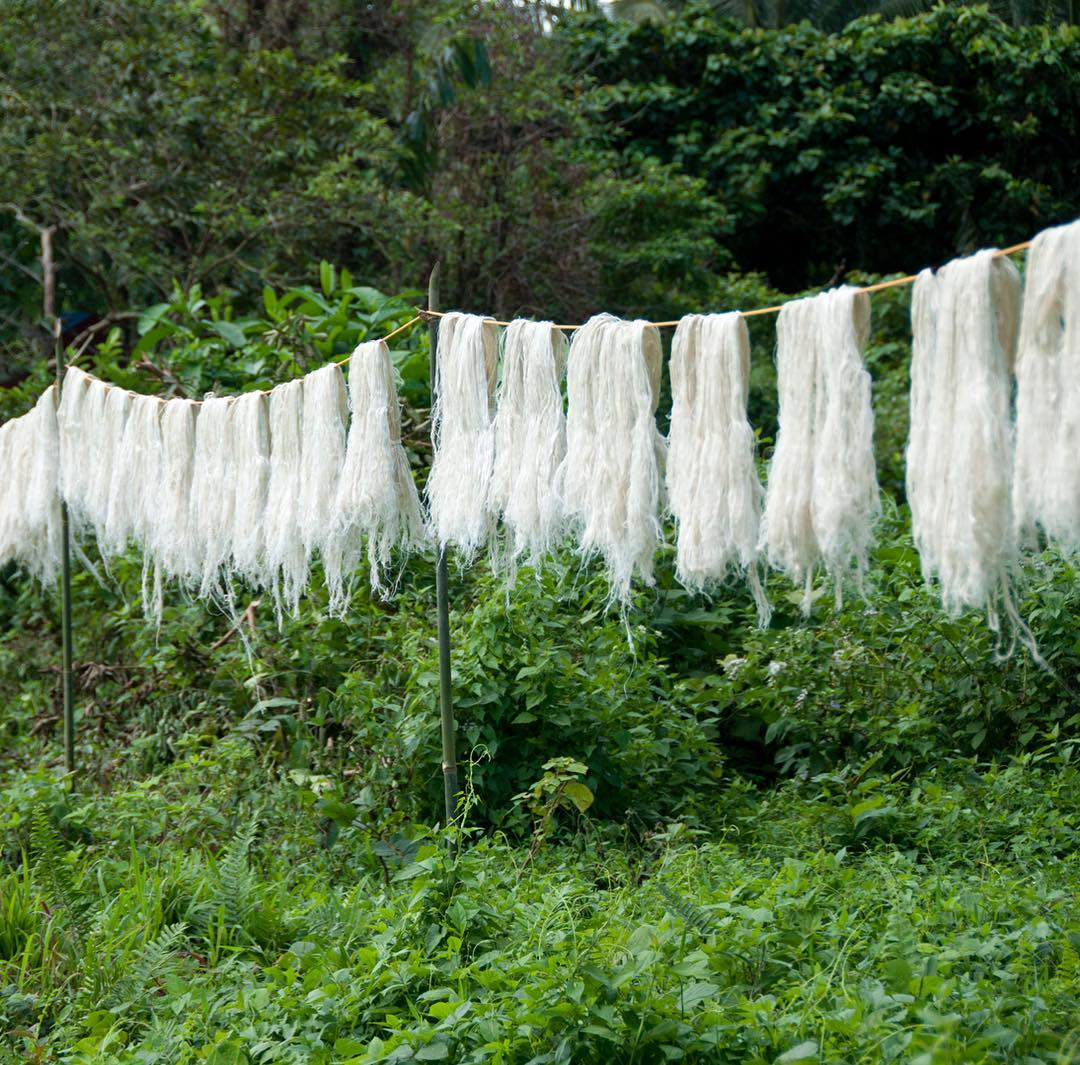
Después de decorticar y lavar la fibra de las hojas de piña, los agricultores la cuelgan para que se seque.

## Propiedades
Piñatex se produce en una gama de colores y acabados, que incluyen una superficie texturizada y un acabado metálico. Se ha descrito que tiene una textura más suave, más flexible, «más similar al cuero» que otros cueros sintéticos. También se puede cortar, coser, grabar en relieve y bordar para diferentes usos de diseño. Como todos los materiales naturales, se desgastará y envejecerá dependiendo del uso y cuidado.

## Sustentabilidad
Actualmente, el piñatex no es biodegradable. Está compuesto por una mezcla de hojas de piña, PLA (ácido poliláctico) y resinas a base de petróleo. El PLA, también conocido como bioplástico, se obtiene de recursos renovables y comúnmente se etiqueta como «biodegradable». Sin embargo, el Programa de las Naciones Unidas para el Medio Ambiente emitió un informe en 2015 que concluía: «La adopción de productos plásticos etiquetados como 'biodegradables' no provocará una disminución significativa ni en la cantidad de plástico que ingresa al océano ni en el riesgo de impactos físicos y químicos en el medio marino, en el balance de la evidencia científica actual». El petróleo y sus subproductos, como el que se usa en el piñatex, han generado preocupaciones ambientales (ver Panel Intergubernamental de Cambio Climático).

## En bienes manufacturados
Piñatex es transpirable y flexible. Se ha utilizado en la fabricación de productos tales como bolsos, zapatos, carteras, correas de reloj y fundas para asientos. El textil se está desarrollando aún más para su uso en ropa. Los productos han sido producidos por la diseñadora Ally Capellino, LIAN & LIV, Time IV Change, ROMBAUT y Nae; Los prototipos han sido creados por Puma y Camper. Bourgeois Boheme, una marca de calzado vegano, usa piñatex para fabricar sus sandalias.

## Reconocimiento
Tan pronto como su salida comercial en 2015, la marca recibió el premio Innovation Award. Ese mismo año, la Dra. Hijosa fue finalista de los premios Cartier Women's Initiative Awards. En 2016, el piñatex ganó el premio Arts Foundation UK a la innovación en materiales, y también el Grand Designs Green Hero. En 2021, el piñatex fue nominado al European Inventor Award.
El cuero de piña se destacó en la primera página y en todo el libro de LJM Owen, Enigma egipcio. Era la tela que se presentaba en un diario que le regaló al personaje principal, la Dra. Elizabeth Pimms, su hermana Sam Pimms, una ferviente vegetariana.
Piñatex es una marca de moda vegana certificada por PETA.